# Katastrofa tramwajowa w Poznaniu (1912)

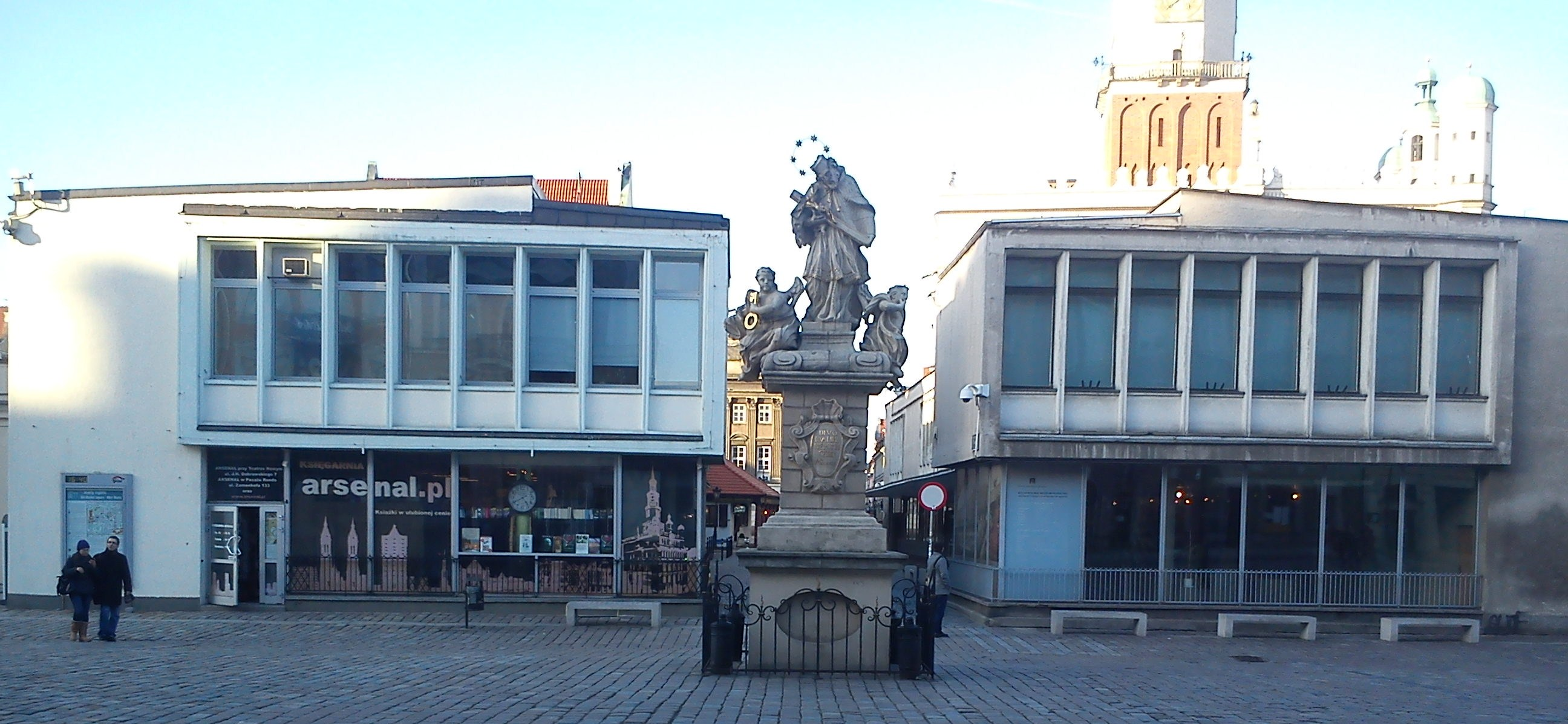
Miejsce katastrofy: lewy narożnik za figurą (obecnie Galeria Miejska Arsenał)

Katastrofa tramwajowa w Poznaniu – katastrofa tramwajowa, która miała miejsce 3 listopada 1912, około godziny 11:30 w Poznaniu, na Starym Rynku.
W niedzielę, 3 listopada 1912, dwuwagonowy skład tramwajowy kursujący na linii nr 1 wyruszył z dworca kolejowego, pokonał ulicę Dworcową i dotarł do Kaponiery, gdzie uległ pierwszej awarii – defektowi hamulca. Z uwagi na zdarzenie skład został rozprzęgnięty i wagon doczepny skierowano do zajezdni przy ul. Głogowskiej. Na trasie linii nr 1 pozostał wagon o numerze taborowym 151, który wkrótce po ruszeniu utracił sterowność i zjechał w dół Świętym Marcinem, gwałtownie skręcił w ul. Gwarną (wówczas Wiktorii) i wykoleił się na prawoskręcie w ul. 27 Grudnia (wówczas Berlińską). Tramwaj wstawiono na torowisko, po czym miał zjechać do zajezdni, jednak po pokonaniu niedługiego odcinka ponownie stracił sterowność i przyspieszył kierując się w stronę hotelu Bazar. Po dojechaniu do Alei Marcinkowskiego wjechał w ul. Paderewskiego (wówczas Nową), która biegnie w tym kierunku znacznie ku dołowi, w związku z czym jeszcze bardziej przyspieszył. Na pokładzie wagonu znajdował się konduktor Antoni Binder, który krzycząc głośno ostrzegał przechodniów przed rozpędzonym pojazdem. Przy wjeździe w ul. Paderewskiego, stwierdziwszy całkowite uszkodzenie hamulców, wyskoczył z tramwaju, w wyniku czego doznał złamania ręki i nogi. 
Niesterowany przez nikogo tramwaj wjechał gwałtownie na Stary Rynek i na łuku wyskoczył z szyn, kontynuując przemieszczanie się po bruku, pomiędzy blokiem zabudowy śródrynkowej, a figurą św. Jana Nepomucena. Zatrzymał się uderzywszy silnie w magazyn garderoby męskiej Jana Łuczaka i spółki. Zniszczył dwa okna wystawowe i uszkodził narożnik kamienicy Czepczyńskiego na rogu ul. Jana Baptysty Quadro. Obrażeń doznały osoby, które nie zdążyły w porę zbiec z miejsca uderzenia, a także niedzielni spacerowicze znajdujący się na płycie Rynku. Dwie kobiety zostały ciężko zranione i w wyniku tego zmarły potem w szpitalu. Była to wdowa, Maria Nowak i 15-letnia dziewczyna, Barczewska, córka handlarza węglem ze Świętego Wojciecha (rozbita czaszka). Cztery osoby, lżej poszkodowane, skierowano do domu po opatrzeniu. Były to: Marianna Baranowska z Komornik, szachista Ignacy Szubert, służąca Marta Lobe i konduktor Antoni Binder. Przednia część wagonu została zupełnie zniszczona. Wezwano do pomocy straż pożarną i ambulanse. Zdarzenie zgromadziło dużą liczbę gapiów, którzy specjalnie w tym celu przybyli na Stary Rynek.
Katastrofę upamiętnił właściciel zniszczonego sklepu, Jan Łuczak, który wydał pocztówki ze zdjęciem tramwaju po katastrofie, opisane tekstem: Katastrofa tramwajowa w Poznaniu dn. 3. XI. 1912 przy największym specyalnym składzie garderoby męzkiej i dla chłopców Łuczaka & Sp.